# Acalolepta truncata
Acalolepta truncata är en skalbaggsart som först beskrevs av Stefan von Breuning 1938.  Acalolepta truncata ingår i släktet Acalolepta och familjen långhorningar. Inga underarter finns listade i Catalogue of Life.